# Я̂
Cette page contient des caractères spéciaux ou non latins. S’ils s’affichent mal (▯, ?, etc.), consultez la page d’aide Unicode.
Le ia accent circonflexe (capitale Я̂, minuscule я̂) est une lettre de l’alphabet cyrillique qui a été utilisée dans l’écriture du mari. Elle est composée d’un ia avec un accent circonflexe.

## Utilisations
Cette lettre a été utilisée dans l’écriture du mari dans une grammaire de 1837.

## Représentation informatique
Le ia accent circonflexe peut être représenté avec les caractères Unicode suivants (cyrillique, diacritiques) :
| formes    | représentations | chaînes de caractères | points de code | descriptions                                                  |
| --------- | --------------- | --------------------- | -------------- | ------------------------------------------------------------- |
| capitale  | Я̂               | Я◌̂                    | U+042F U+0302  | lettre majuscule cyrillique ia diacritique accent circonflexe |
| minuscule | я̂               | я◌̂                    | U+044F U+0302  | lettre minuscule cyrillique ia diacritique accent circonflexe |